# Verlag Harri Deutsch
Der Verlag Harri Deutsch war ein 1961 gegründeter Buchverlag mit Sitz in Frankfurt am Main und Thun mit vollständigem Namen Wissenschaftlicher Verlag Harri Deutsch GmbH. Sein Schwerpunkt lag auf Lehrbüchern und Nachschlagwerken zu den Themen Mathematik, Naturwissenschaften und Technik, zum großen Teil Lizenzausgaben von Verlagen des damaligen Ostblocks. Hierzu zählten besonders deutschsprachige Übersetzungen oder Bücher aus der DDR für den westdeutschen Markt. Die Bücher sprachen im Allgemeinen Studenten an; es wurden jedoch auch populärwissenschaftliche Werke angeboten.
Ein Bestseller war das Taschenbuch der Mathematik von I. N. Bronstein und K. A. Semendjajew, bearbeitet von Gerhard Musiol und Heiner Mühlig. Ein großer Erfolg war auch die Lehrbuchreihe zur Theoretischen Physik von Walter Greiner, ebenso das Taschenbuch der Riechstoffe der Autoren Dieter Martinez und Roland Hartwig. Der Verlag veröffentlichte die Reihe Ostwalds Klassiker der exakten Wissenschaften der Akademischen Verlagsgesellschaft im Westen.
Der Verleger Harri Deutsch starb im Jahr 2000. Zum 31. Mai 2013 beendete der Verlag sein aktives Geschäft. Die Rechte und Bestände ausgewählter Titel gingen an den Verlag Europa-Lehrmittel über.